# أليكس بلانشارد
أليكس بلانشارد (بالهولندية: Alex Blanchard) مواليد 1958، هو ملاكم محترف هولندي سابق صنّف ضمن فئة وزن خفيف الثقيل.

## إحصائيات
خاض خلال مسيرته 48 نزالا، فاز في 40 وتعادل في 4 وخسر في 4. فاز بالضربة القاضية في 33 نزالا.

## روابط خارجية
- أليكس بلانشارد على موقع بوكس ريك (الإنجليزية) (registration required)